# ロンジ
ロンジ（イタリア語: Longi）は、イタリア共和国シチリア州メッシーナ県にある、人口約1,400人の基礎自治体（コムーネ）。

## 地理

### 位置・広がり
メッシーナ県のコムーネ。県都メッシーナから西南西へ73kmの距離にある。

#### 隣接コムーネ
隣接するコムーネは以下の通り。括弧内のCTはカターニア県所属を示す。
- アルカーラ・リ・フージ
- ブロンテ (CT)
- チェザロ
- フラッツァノ
- ガラーティ・マメルティーノ
- マニアーチェ (CT)
- サン・マルコ・ダルンツィオ
- トルトリーチ

## 行政

### 分離集落
ロンジには、以下の分離集落（フラツィオーネ）がある。
- Stazzone, Crocetta, Pado, Filipelli